# ASPE
ASPE Jugadores de Pelota S.L. es una empresa de gestión deportiva que surge a comienzos del año 1998 con el objetivo fundamental de activar y promover la pelota vasca, difundiéndola también en lugares fuera de las comunidades más tradicionales de este deporte.
Desde el año 1998, ASPE ha consolidado un proyecto sustendado en la consecución de los principales campeonatos de primer orden, como son el Campeonato del Cuatro y Medio, Mano Parejas y el Manomanista. Todo ello gracias al trabajo profesional de un equipo que ha permitido la irrupción de nuevas figuras manistas en la pelota vasca: Juan Martínez de Irujo, Eulate, Xala, González y Berasaluze IX, entre otros, que se han unido a gente consagrada como Titín III.
La labor deportiva de ASPE se ha extendido al logro de acuerdos de colaboración con las Federaciones y clubes de pelota, a través de la coordinación de un plan de actuación destinado a la formación y detección de nuevos pelotaris.
Durante este tiempo ha surgido la Liga de Empresas de Pelota a Mano (LEP.M.), con el fin de organizar y regular las competiciones de élite, dotando a las mismas de reglamentos y sistemas de competición acordes a los retos a los que ha de enfrentarse el deporte profesional.
La mejora continua es uno de los objetivos de la empresa desde su nacimiento y uno de sus motores principales para dar satisfacción a todos aquellos que conforman la gran familia pelotazale.

## Pelotaris
| Pelotari                             | Posición  | Edad    | Altura | Peso | Lugar de Nacimiento      |
| ------------------------------------ | --------- | ------- | ------ | ---- | ------------------------ |
| Joseba Aldabe Etxeberria             | Zaguero   | 28 años | 1,82m  | 80kg | Igantzi, Navarra         |
| Jokin Altuna Altuna, Altuna III      | Delantero | 28 años | 1,80m  | 71kg | Amézqueta, Guipúzcoa     |
| Iñigo Bikuña Izagirre                | Zaguero   | 26 años | 1,93m  | 94kg | San Sebastián, Guipúzcoa |
| Aingeru De La Fuente Ahechu          | Delantero | 22 años | 1,83m  | 76kg | Eugi, Navarra            |
| Julen Egiguren Oyarzabal, Egiguren V | Delantero | 24 años | 1,88m  | 72kg | Azpeitia, Guipúzcoa      |
| Aitor Elordi Txakartegi              | Delantero | 28 años | 1,82m  | 77kg | Mallavia, Vizcaya        |
| Xabier Erostarbe Arozena             | Zaguero   | 30 años | 1,91m  | 83kg | Urrechu, Guipúzcoa       |
| Arkaitz Eskuza Reyes                 | Zaguero   | 20 años | 1,90m  | 88kg | Llodio, Álava            |
| Peio Etxeberria Vitorini             | Delantero | 26 años | 1,80m  | 80kg | Cenoz, Navarra           |
| Hodei Expósito Lasa                  | Delantero | 25 años | 1,85m  | 86kg | Astigarraga, Guipúzcoa   |
| Joseba Ezkurdia Galarraga            | Delantero | 33 años | 1,91m  | 93kg | Arbizu, Navarra          |
| Arkaitz Gabirondo Gorostidi          | Zaguero   | 20 años | 1,90m  | 84kg | Gaztelu, Guipúzcoa       |
| Andoni Gaskue Mendibe                | Zaguero   | 25 años | 1,75m  | 70kg | Larrainzar, Navarra      |
| Darío Gómez Gil                      | Delantero | 29 años | 1,87m  | 80kg | Ezcaray, La Rioja        |
| Julen Martija Ollacarizqueta         | Zaguero   | 27 años | 1,87m  | 82kg | Echeverri, Navarra       |
| Unai Mata Samitier                   | Delantero | 25 años | 1,83m  | 78kg | Pamplona, Navarra        |
| Ander Murua Txintxurreta             | Delantero | 24 años | 1,85m  | 88kg | Mondragón, Guipúzcoa     |
| Beñat Rezusta Muguruza               | Zaguero   | 32 años | 1,92m  | 88kg | Vergara, Guipúzcoa       |
| Iker Salaberria Orbegozo             | Delantero | 25 años | 1,75m  | 71kg | Goizueta, Navarra        |
| Xabier Tolosa Abendibar              | Zaguero   | 29 años | 1,91m  | 93kg | Anoeta, Guipúzcoa        |
| Javier Zabala Villar                 | Delantero | 27 años | 1,9m   | 78kg | Nájera, La Rioja         |
| José Javier Zabaleta Lasa            | Zaguero   | 34 años | 1,87m  | 84kg | Echarren, Navarra        |